# Civil law
Civil law är en engelskspråkig juridisk term med två betydelser. Vanligen syftar den på det kontinentaleuropeiska rättssystemet, som motsats till den angloamerikanska common law, men det kan också användas med samma betydelse som det svenska civilrätt.
Termen utgår från Corpus juris civilis, den sammanfattning av den romerska rätten, upprättad i början på 500-talet, vilken har legat till grund för rättssystemet på den europeiska kontinenten. Detta har i sin tur två grenar: en romansk (fransk) och en germansk (tysk). I Sverige talar vi om kontinentaleuropeisk rätt (efter tysk förebild: kontinentaleuropäisches Recht[källa behövs]) medan fransmännen säger droit civiliste.[källa behövs] I England utvecklades ett på många sätt väsensskilt rättssystem som vi benämner angloamerikansk rätt eller common law. Där kallar man den kontinentaleuropeiska rätten för civil law, men även termen continental European law förekommer.
Svensk rätt och övrig nordisk rätt räknas som det tredje europeiska rättssystemet eftersom den romerska rättens direkta inflytande varit begränsat i Norden. Angloamerikanska jurister brukar göra en uppdelning mellan common law countries och civil law countries, och i den mån man beaktar den nordiska rätten, räknas den ofta till civil law, eftersom den – liksom kontinental rätt – primärt grundar sig på lagar och inte på tidigare domstolsavgöranden.
Corpus juris civilis innehöll som namnet anger ius civile, vilket betyder ”medborgarrätt”, alltså de regler som avser rättsförhållanden mellan enskilda personer (och sammanslutningar), men inte ius publicum, den offentliga rätten. På kontinenten och i Norden har ordet civilrätt (tyska Zivilrecht, franska droit civil) behållit denna betydelse och syftar således på personrätt, familjerätt och förmögenhetsrätt. Inom angloamerikansk rätt kallas detta område normalt private law, men även uttrycket civil law förekommer, vilket kan ge upphov till missförstånd.